# Championnat de Chine féminin de football
Pour les articles homonymes, voir Women's Super League.
Le Championnat de Chine féminin de football ou Chinese Women's Super League (CWSL) est le tournoi féminin de football de haut niveau en Chine. Il est nommé Chinese Women's National Football League de 2011 à 2014.

## Histoire
La ligue a débuté en 1997 sous le nom de Chinese Women's Premier Football League. Le nom de Women's Super League a d'abord été adopté en 2004.  Au cours des saisons 2011 à 2014, la ligue a été renommée Women's National Football League et a  abandonné la pratique de la promotion et relégation en raison du manque d'équipes disponibles et de talents.
En 2015, la Fédération de Chine de football relance la ligue sous le nom de Women's Super League avec une seconde division affiliée, CWFL. Elle gagne également un partenaire titre, la société LeTV Holdings Co Ltd. La ligue a signé a signé un contrat de cinq ans avec l'entreprise de vêtements espagnole Kelme pour la fourniture des uniformes.
L'investissement dans des clubs féminins s'est accéléré après la saison 2016 avec des grandes entreprises, des sponsors et des investisseurs, tels que Quanjian Group et Guotai Junan Securities, augmentant les salaires des joueuses et le recrutement de joueuses de haut niveau issues de ligues de première division en Europe, comme la star brésilienne Cristiane transférée du Paris Saint-Germain à Changchun Zhuoyue, la vainqueur de la Toppserien 2016 Isabell Herlovsen transférée de LSK Kvinner FK à Jiangsu Suning LFC, l'internationale nigériane Asisat Oshoala transférée d'Arsenal LFC et la camerounaise Gaëlle Enganamouit du FC Rosengard au Dalian Quanjian,.

## Liste des champions
La liste des champions de la CWSL :
- 1997 : Guangdong Haiyin
- 1998 : Shanghai Yuandong
- 1999 : Beijing Chengjian
- 2000 : Shanghai STV Youlizi
- 2001 : Shanghai STV
- 2002 : Beijing Chengjian
- 2003 : Shanghai SVA
- 2004 : Shanghai SVA
- 2005 : Shanghai SVA
- 2006 : Shanghai SVA
- 2007 : Tianjin Huisen
- 2008 : Dalian Shide
- 2009 : Jiangsu Huatai
- 2010 : Shanghai STV
- 2011 : Team Shanghai [8]
- 2012 : Dalian Shide[9]
- 2013 : Dalian Aerbin
- 2014 : Team Shanghai
- 2015 : Shanghai Guotai Jun'an
- 2016 : Dalian Quanjian
- 2017 : Dalian Quanjian
- 2018 : Dalian Quanjian[10]
- 2019 : Jiangsu Suning
- 2020 : Wuhan Jianghan University
- 2021 : Wuhan Jianghan University
- 2022 : Wuhan Jianghan University
- 2023 : Wuhan Jianghan University
- 2024 : Wuhan Jianghan University